# Den Danske Ordbog
Den Danske Ordbog is een woordenboek dat de Deense taal vanaf circa 1950 beschrijft en dienstdoet als een voortzetting van het Ordbog over det Danske Sprog. Uitgever van het woordenboek is Det Danske Sprog- og Litteraturselskab; het laatste deel werd in november 2005 uitgegeven. Het eerste deel dateert van november 2003.
Den Danske Ordbog is gebaseerd op een veelomvattend, elektronisch tekstcorpus van ongeveer 40 miljoen woorden. De teksten die in het corpus werden opgenomen, stammen uit sterk uiteenlopende bronnen, zoals dagboekaantekeningen uit het project Vi skriver dagbog van het Nationalmuseet, teksten van het Folketing en het stadbestuur van Kopenhagen, en bellettrie van diverse uitgevers. Op dit punt onderscheidt Den Danske Ordbog zich opmerkelijk van zijn voorganger Ordbog over det Danske Sprog, dat hoofdzakelijk op teksten van schrijvers en andere professionele spraakgebruikers is gebaseerd en zodoende, in tegenstelling tot zijn opvolger, niet het gehele spectrum van genres, stijlen en dialecten dekt.
Via het project ordnet.dk werd in november 2009 een digitale versie op het internet ter beschikking gesteld.